# Walter Koch (Jurist)
Walter Koch (* 3. Februar 1894 in Starzeddel, Landkreis Guben; † 8. Oktober 1965 in Remscheid-Lennep) war ein deutscher Jurist. Von 1937 bis 1945 war er Konsistorialpräsident des Evangelischen Konsistoriums der Rheinprovinz.

## Leben
Koch verlebte seine Kindheit im brandenburgischen Starzeddel (heute: Starosiedle, Polen), wo sein Vater Heinrich Wilhelm Ernst Koch seit 1891 als Pfarrer der lutherischen Kirchengemeinde wirkte. 1903 übersiedelte die Familie nach Vietz im Landkreis Landsberg (Warthe) und 1911 nach Berlin-Kreuzberg, wo Ernst Koch bis 1933 Pfarrer an der St.-Simeon-Kirche und Superintendent des Kirchenkreises Kölln-Stadt war.
Walter Koch besuchte das Joachimsthalsche Gymnasium in Berlin-Wilmersdorf, wo er 1912 das Abitur bestand. Er begann ein Studium der Rechtswissenschaften an der Humboldt-Universität zu Berlin, das er 1914 unterbrach, um sich freiwillig zum Kriegsdienst zu verpflichten. Am 12. August 1914 trat er in den Heeresdienst ein. Nach mehreren Verwundungen geriet er kurz vor Ende des Ersten Weltkriegs in britische Kriegsgefangenschaft, aus der er am 31. Oktober 1919 entlassen wurde. Nach der Rückkehr schloss Koch 1921 sein Studium mit dem Referendarexamen ab.
Zum 1. November 1921 trat er als Rechtsreferendar in den Staatsdienst ein. 1923 promovierte Koch mit der Schrift Der Rechtsschein im Handelsrecht an der Berliner Friedrich-Wilhelms-Universität, am 10. November 1924 legte er die Große Juristische Staatsprüfung ab. Zunächst Gerichtsassessor, trat er 1926 als juristischer Konsistorialrat in den Dienst der Evangelische Kirche der altpreußischen Union und avancierte im Berliner Evangelischen Oberkirchenrat (EOK) zu einer Autorität in Fragen der kirchlichen Finanzverwaltung und des Kirchensteuerrechts.
Koch war zum 1. Mai 1933 der NSDAP beigetreten (Mitgliedsnummer 2.644.582) und zumindest auch 1933/34 Mitglied der nationalkirchlichen Einung Deutsche Christen. 1933 wurde er zum Oberkonsistorialrat im EOK und im November 1937 schließlich zum Konsistorialpräsidenten der rheinischen Provinzialkirche ernannt. Der gewandte Kirchenjurist wie überzeugte Parteigänger sah gerade in den Mitgliedern der Bekennenden Kirche „scharfe Gegner“ und Staatsfeinde. Die Vorgaben des Reichsministeriums für kirchliche Angelegenheiten und des EOK realisierte Koch vorbehaltlos. Er unterstützte bei der Verfolgung politischer Gegner des nationalsozialistischen Regimes Staats- und Parteistellen und war seinerseits beim Vorgehen gegen leidige Pfarrer der Hilfe der Gestapo versichert. Umgekehrt hatten vom NS-Staat verfolgte Pfarrer, etwa der Dickenschieder Pastor Paul Schneider oder der Wuppertaler Pastor Hermann Albert Hesse, seitens des Konsistoriums keinerlei Hilfestellung zu erwarten. Eine Verordnung vom März 1939 ermöglichte es Koch, eine gegen die staatliche Ordnung gerichtete Gesinnung als Dienstvergehen zu betrachten und selbst disziplinarisch gegen konsequente Pfarrer vorzugehen.
Im Mai 1945 wurde Koch auf Antrag der neu gebildeten vorläufigen Kirchenleitung zunächst beurlaubt und 1946 endlich in den Ruhestand versetzt. Im Entnazifizierungsverfahren wurde er aufgrund von Aussagen seiner Sekretärin und Wuppertaler Pfarrern der Deutschen Christen als „Mitläufer“ in die Gruppe IVb eingestuft. Seit Februar 1951 war Koch als Rechtsanwalt beim Amtsgericht Remscheid und beim Landgericht Wuppertal zugelassen.
Walter Koch war mit Rosalie Grawinkel (1897–1981) verheiratet, aus der Ehe gingen zwei Töchter hervor.

## Zitat
„Zwar hat er sich stets gesträubt, die Kirche an den Staat zu verkaufen, und irgendwelche kriminiellen Handlungen haben ihm völlig ferngelegen, aber er war doch in einem Maße an der Gleichschaltung der Kirche bemüht, daß darunter deren eigentlicher Auftrag, die Verkündigung, erheblich Schaden gelitten hat.“